# 에미뇌뉘

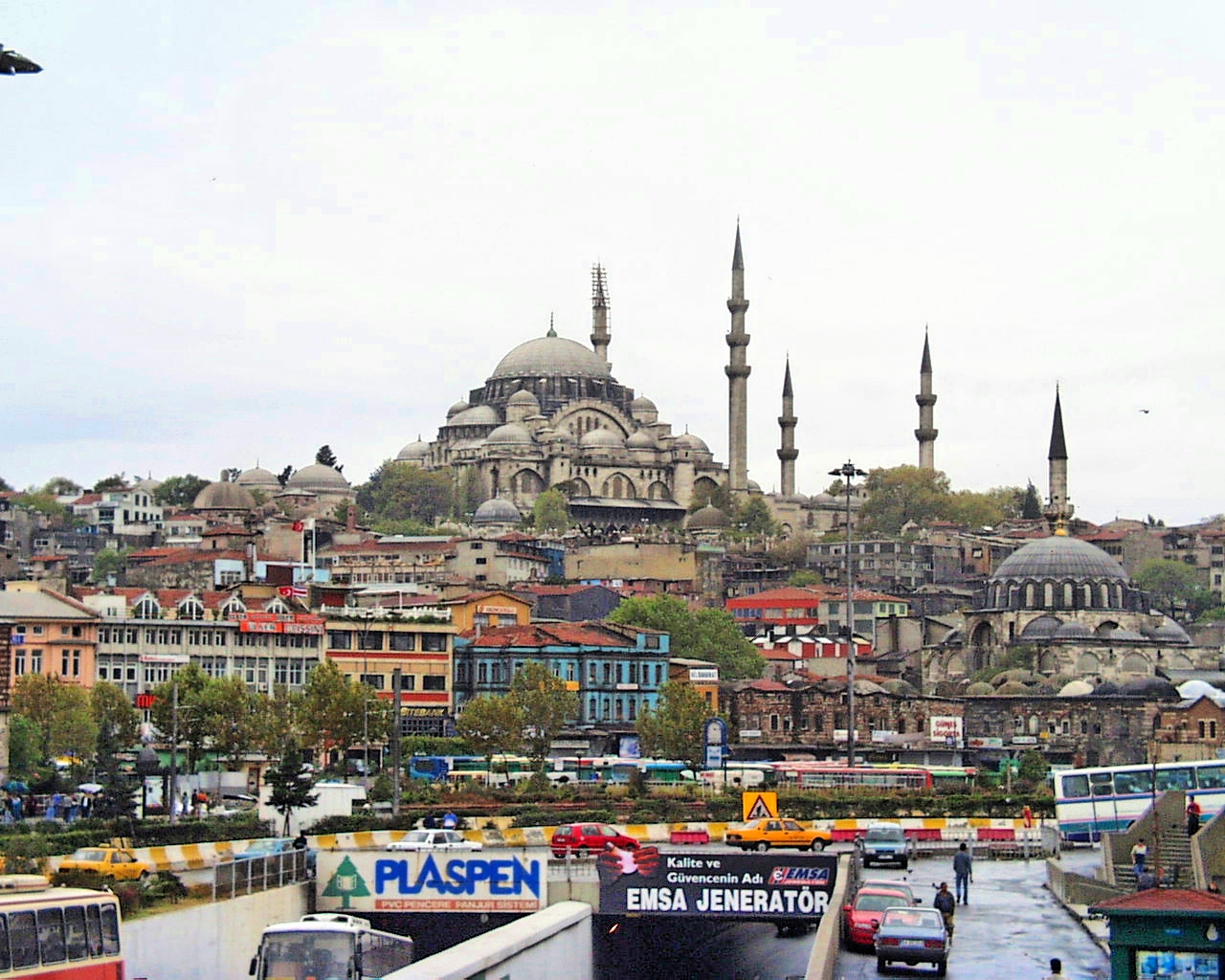
에미뇌뉘의 모습

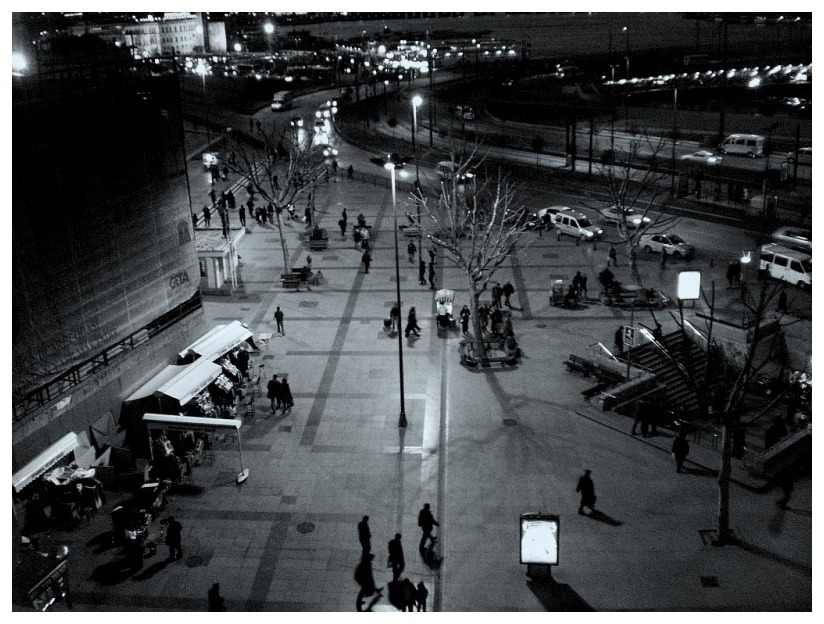
밤의 에미뇌뉘

에미뇌뉘(튀르키예어: Eminönü)는 터키 이스탄불의 옛 지구였다. 현재는 파티흐의 한 지역이다. 테오도시우스 성벽의 중심 지역이다.

## 랜드마크
에미뇌뉘는 역사적인 모스크와 건축물들이 많아 관광 명소인 지역이다.
- 술탄아흐메트 - 톱카프 궁전, 아야 소피아, 술탄 아흐메트 모스크, 아야 이리니
- 쉴레이마니예 모스크
- 예니 모스크
- 카팔르차르슈
- 므스르 차르슈
- 소콜루 메흐메트 파샤 모스크